# Robert Holdstock
Robert Paul Holdstock (Hythe, 2 de agosto de 1948 - Londres, 29 de noviembre de 2009) fue un escritor y editor de ciencia ficción y fantasía británico más conocido por su novela Mythago Wood.
Debutó profesionalmente en 1975; además, escribió usando diversos seudónimos, entre los que se encuentran Richard Kirk, Robert Faulcon, Chris Carlsen y Ken Blake.
Durante su carrera ha recibido diversos reconocimientos, entre ellos el Premio British Science Fiction (BSFA) en 1981 por la versión corta de su trabajo Mythago Wood, mientras que la versión en formato novela logró tal galardón en 1984 y el Premio Mundial de Fantasía en 1985. En 1988, es premiado por tercera vez con el BSFA con la novela Lavondyss, mientras que en 1992 recibe el Premio Mundial de Fantasía por The Ragthorn y el BSFA en 1993. En 2003 la traducción de Celtika gana el Grand Prix de l'Imaginaire.

## Obras

### Novelas
- Legend of the Werewolf (1976) como Robert Black.
- Eye Among the Blind (1976) como Robert P. Holdstock
- The Satanists (1977) como Robert Black
- Earthwind (1977)
- Necromancer (1978)
- Where Time Winds Blow (1981)
- Night Hunter (1983)
- The Emerald Forest (1985)
- Death Angel (1988) como Robert Black
- The Fetch (1991), que apareció también con el título Unknown Regions (1991)
- Ancient Echoes (1996)
- Avilion (2008)

### Series de ficción
- Berserker (Robert Holdstock)
  - 1 Shadow of the Wolf (1977) como Chris Carlsen
  - 2 The Bull Chief (1977) como Chris Carlsen
  - 3 The Horned Warrior (1979) como Chris Carlsen
- Mythago Wood
  - 1 Bosque Mitago (1984) Premio Mundial de Fantasía a la mejor novela (1985)
  - 2 Lavondyss (1988)
  - 3 The Bone Forest (1991)
  - 4 The Hollowing (1993)
  - 5 Merlin's Wood (1994)
  - 6 Gate of Ivory, Gate of Horn (1997), que apareció también con el título Gate of Ivory (1998)
- The Bone Forest (1991)
  - The Mythago Cycle Volume 1 (2007)
  - The Mythago Cycle Volume 2 (2007)
- Night Hunter
  - 1 The Stalking (1983), que apareció también con el título Night Hunter (1983) y The Stalking (1983), como Robert Faulcon
- 2 The Talisman (1983) como Robert Faulcon
- 3 The Ghost Dance (1983) como Robert Faulcon
- 4 The Shrine (1984) como Robert Faulcon
- 5 The Hexing (1984) como Robert Faulcon
- 6 The Labyrinth (1987) como Robert Faulcon
- The Ghost Dance Omnibus (1987) como Robert Faulcon
- The Stalking Omnibus (1987) como Robert Faulcon
- The Hexing and the Labyrinth (1989) como Robert Faulcon
- Raven
  - 1 Swordsmistress of Chaos (1978) with Angus Wells como Richard Kirk
  - 2 A Time of Ghosts (1978) with Angus Wells como Richard Kirk
  - 4 Lords of the Shadows (1979) como Richard Kirk
- The Merlin Codex'
  - 1 Celtika (2001)
  - 2 The Iron Grail (2002)
  - 3 The Broken Kings (2007)
- The Professionals
  - Cry Wolf (1981) como Ken Blake
  - The Untouchables (1982) como Ken Blake
  - Operation Susie (1982) como Ken Blake
  - You'll be All Right (1982) como Ken Blake

### No ficción
- Encyclopedia of Science Fiction (1978), que apareció también con el título Encyclopédie de la Science Fiction (1980)
- Alien Landscapes (1979) con Malcolm Edwards
- Tour of the Universe: The Journey of a Lifetime (1980) con Malcolm Edwards
- Magician: The Lost Journals of the Magus Geoffrey Carlyle (1982) con Malcolm Edwards
- Realms of Fantasy (1983) con Malcolm Edwards
- Lost Realms (1985) con Malcolm Edwards